# ISEQ Index
De ISEQ All Share Index is de aandelenindex van Euronext Dublin, de voormalige Irish Stock Exchange, de effectenbeurs van Ierland.
De index bevat bijna alle beursgenoteerde bedrijven op de beurs die het hoofdkantoor of zeer actief zijn in Ierland. De startwaarde van de index is op 4 januari 1988 vastgesteld op 1000. Van de index bestaan twee versies, een prijsindex en een total return index. In deze laatste index worden ook de dividenduitkeringen in de calculatie meegenomen. Bij de berekening van de individuele gewichten van de bedrijven in de index wordt rekening gehouden met de free float.
Op 21 maart 2025 was de totale free float marktkapitalisatie € 91 miljard. De vijf grootste bedrijven in de index waren, Ryanair met een gewicht van 24,0% in de index, Kerry Group (17,5%), Allied Irish Banks (17,0%), Kingspan Group (15,8%) en Bank of Ireland (12,7%). De top vijf vertegenwoordigde tezamen 87% van de index die daarmee zeer geconcentreerd is.
| Jaar | ISEQ prijsindex | Verandering j-o-j | ISEQ total returnindex | Verandering j-o-j | Beurswaarde (in miljoenen) |
| ---- | --------------- | ----------------- | ---------------------- | ----------------- | -------------------------- |
| 2012 | 3397            | 17%               | 6656                   | 20%               | € 86.365                   |
| 2013 | 4539            | 34%               | 9039                   | 36%               | € 128.951                  |
| 2014 | 5225            | 15%               | 10.559                 | 17%               | € 124.663                  |
| 2015 | 6792            | 30%               | 14.108                 | 34%               | € 122.245                  |
| 2016 | 6517            | −4%               | 13.731                 | −3%               | € 118.326                  |